# Burg Hemmersbach

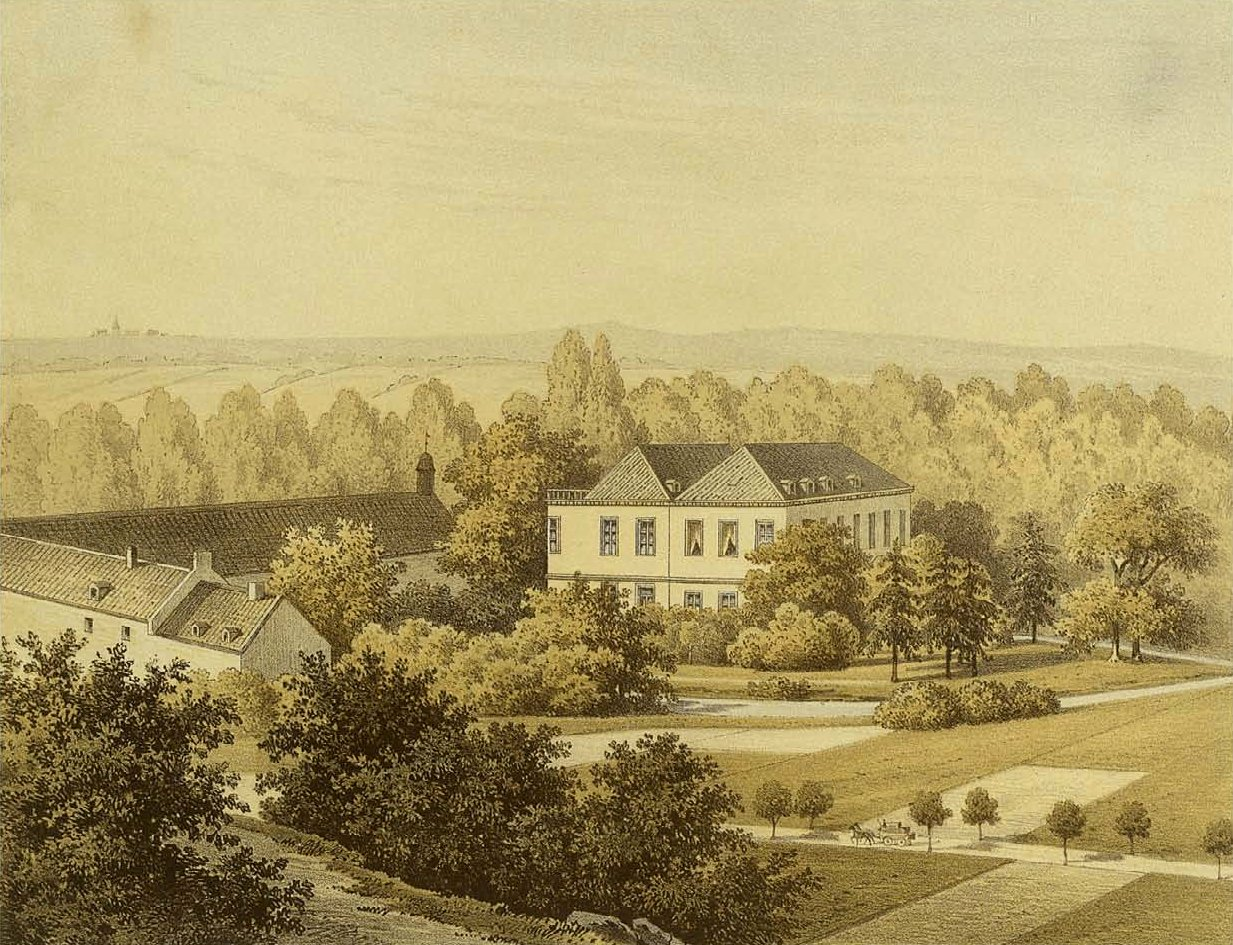
Burg Hemmersbach um 1860, Sammlung Alexander Duncker

Burg Hemmersbach ist eine Wasserburg in Horrem, Stadt Kerpen, im Rhein-Erft-Kreis in Nordrhein-Westfalen.

## Geschichte
Bereits um 980 ist ein Edelmann Wigmannus von Heymenbach bekannt, der der Burg Hemmersbach, auf der er wohnte, ihren Namen gab. Aus dem damaligen Namen Heymenbach wurde im Laufe der Jahre Hemmersbach. Diese erste Burg, über die kaum etwas bekannt ist, verfiel.
Wahrscheinlich baute man um 1100 eine neue Burg. In den nächsten 400 Jahren war sie dann bewohnt. Diese Burg ist heute noch als Rest („Motte“) in Horrem erhalten. 1326 übernahmen die Scheiffart von Merode das Anwesen, da die Linie der Hemmersbacher ausstarb. Bereits im 14. Jahrhundert begann man mit dem Bau einer neuen Burg, die 1483 erstmals genannt wird. Die Vorgängerburg war im Jahr 1366 durch die Truppen des Landfriedensbündnisses Maas-Rhein zerstört worden. Durch fehlende Erben der Familie Scheiffart von Merode fiel 1620 die Burg an Heinrich von Vercken. Er erhielt sie als Lehen durch den Pfalzgrafen. Im Dreißigjährigen Krieg wurde Burg Hemmersbach eingenommen und die Burgkapelle in Brand gesetzt. Der Rest der Burg und das umliegende Dorf Horrem erlitten schwere Schäden.
Nach einigen weiteren Besitzerwechseln kam die Burg 1751 an Franz Adolph Berghe von Trips. Er wurde mit Hemmersbach belehnt, da die Familie Trips Nachkomme der Familie Scheiffart von Merode war. Am 4. Januar 1793 brach ein großes Feuer aus. Das Burghaus brannte bis auf die Mauern nieder und es blieb nicht viel, was noch gerettet werden konnte. Im Jahre 1797 vernichtete ein weiteres Feuer die Vorburg. Erst im Jahr 1837 wurde die Burganlage durch weitere Nachkommen der Berghe von Trips neu aufgebaut. Ihr heutiges Aussehen erhielt die Burg durch einen 1899/1900 erfolgten Umbau.
Im 20. Jahrhundert lebte der Formel-1-Rennfahrer Wolfgang Graf Berghe von Trips (1928–1961), der letzte Nachkomme derer von Trips, auf Burg Hemmersbach. Seine Mutter zog aus der Burg in die angrenzende Villa Trips, in der seit um 1971 die Stiftung „Gräflich Berghe von Trips’sche Sportstiftung zu Burg Hemmersbach“ residierte und dort bis 2016 ein Rennsportmuseum betrieb. Die Stiftung zog im März 2018 mit einem Teil der Ausstellung des Museums in das Kerpener Schloss Loersfeld um.

## Letzte Eigentümer und Nutzungen

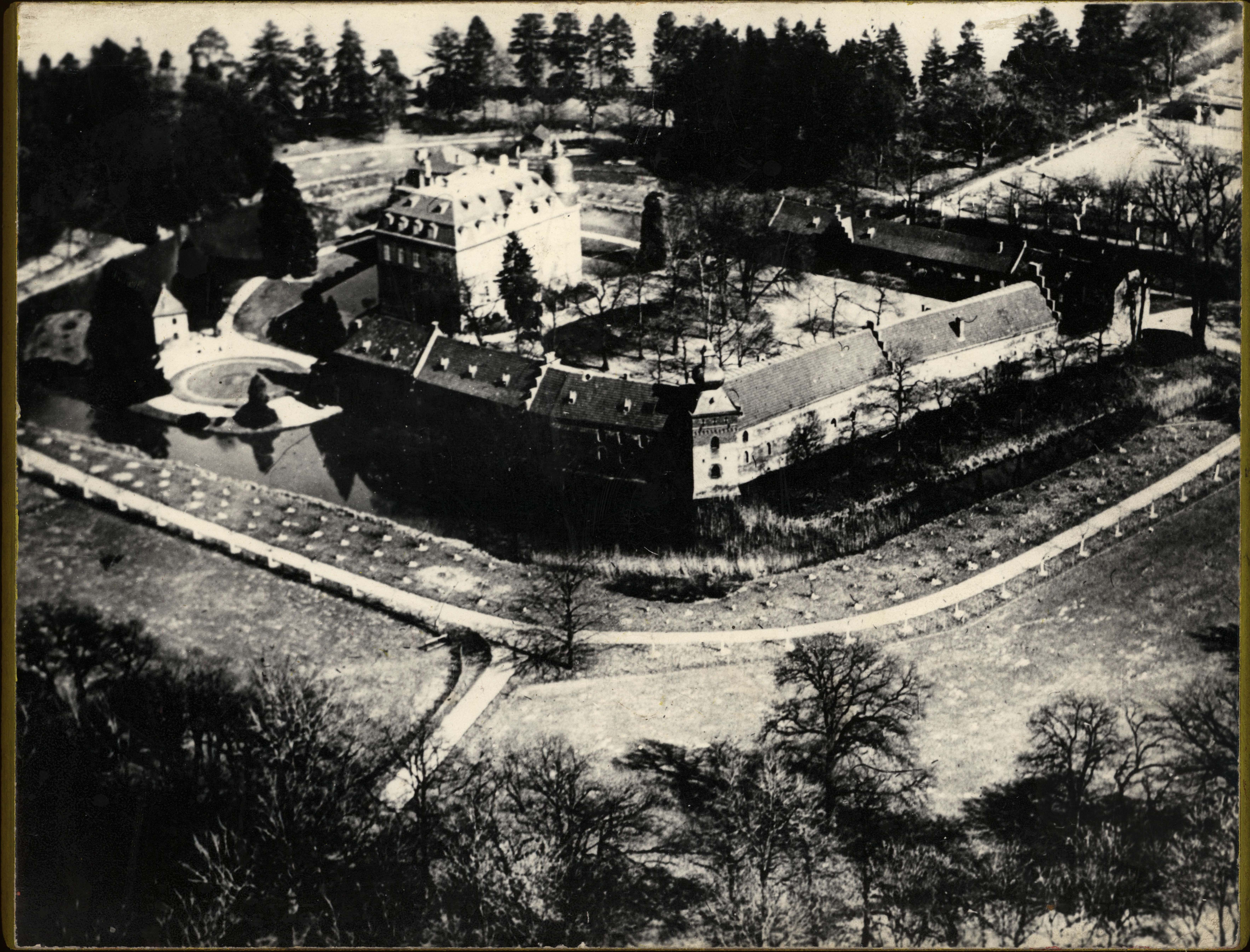
Burg Hemmersbach, 1964

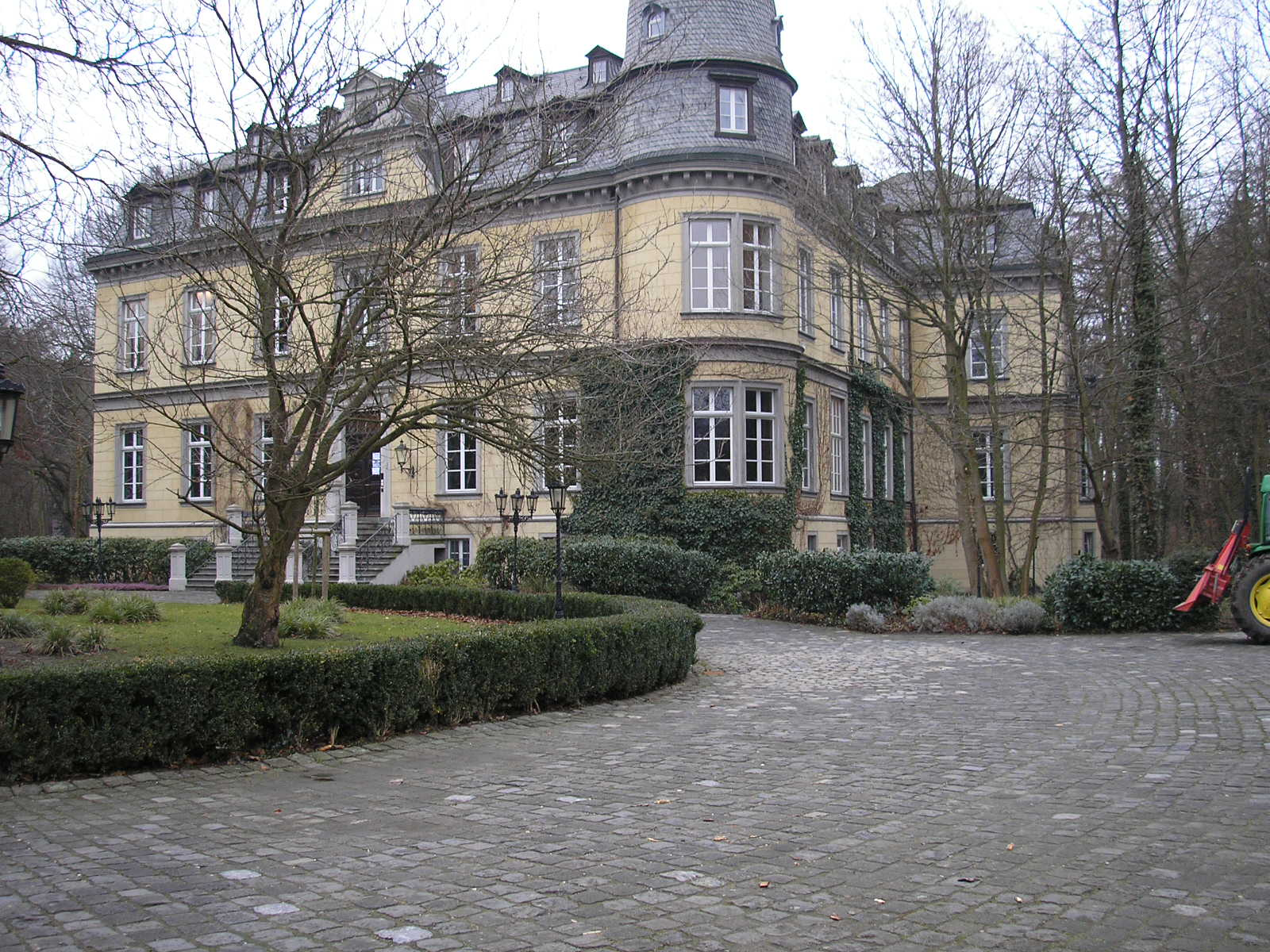
Das Herrenhaus der Burganlage Hemmersbach

### Herbert Hillebrand
Seit Ende der 1980er Jahre wurde die Burg von „Burgenkönig“ Herbert Hillebrand bewohnt, der sie auch als Firmensitz nutzte. Hillebrand geriet 1999 in Insolvenz. Insolvenzverwalter Hans-Gerd Jauch merkte an, der Umzug der Gräfin Berghe von Trips in einen Bungalow im Schlosspark hätte Herrn Hillebrand signalisieren können, dass seit dem Ende der Leibeigenschaft der Unterhalt solcher Anwesen als Wohnstätte auf Dauer nicht zu bezahlen sei. Er verkaufte die Burg für 17,5 Millionen Mark an die Brüder Bernd und Helmut Breuer.

### Bernd und Helmut Breuer
Nach einem Treffen mit Kai Krause stieß der damalige Ministerpräsident Wolfgang Clement eine Initiative an, einen Inkubator aufzubauen und junge Startup-Firmen in der Burg anzusiedeln. Zu diesem Zweck wurde noch im Jahr 2000 auf Initiative der Landesregierung die „Byteburg Betreibergesellschaft“ gegründet, die dann Mieter der Burg wurde. Das Konzept sollte den Gedanken Krauses zu seiner Byteburg Rheineck folgen. Ursprünglich sah Krauses Byteburg-Konzept mehrere Burgen vor, in denen innovative Konzepte erarbeitet und umgesetzt werden sollten. Der ursprünglich geplante Inkubator in Burg Hemmersbach kam jedoch nie zustande.

### Subventionsbetrugsverdacht
Seit Jahren (Stand 2011) steht die Burg im Zentrum eines Subventionsskandals um den Vorstandsvorsitzenden der größten deutschen kommunalen Sparkasse, der Sparkasse KölnBonn, Gustav Adolf Schröder, wegen der Unterstützung für die Käufer. Die Burg steht zum Verkauf. (Stand 2011)
Da sich die Burg in Privatbesitz befindet, ist eine Besichtigung der Anlage nicht möglich.

### Nutzung nach 2011
Das französische Unternehmen Châteauform', welches Seminar- und Tagungshäuser betreibt, hat laut Medienberichten einen langjährigen Mietvertrag für Burg Hemmersbach abgeschlossen. Nach Renovierungsarbeiten eröffnete die Burg 2017 für Unternehmensveranstaltungen.